# 高橋敏 (空手家)
高橋 敏（たかはし さとし、1968年2月9日 - ）は日本の松濤館流空手家。現在、日本空手協会師範を務めている。 
大阪市生まれ。拓殖大学出身。空手は小学校5年生の時に始めた。

## 競技歴
高橋聡は空手競技で大きな成功を収めてきた。
メジャー大会成績
- 第50回JKA全日本空手道選手権（2007）-3位カタ
- 第44回JKA全日本空手道選手権（2001）-3位組手; 3位カタ
- 第42回JKA全日本空手道選手権（1999）-3位カタ
- 第38回JKA全日本空手道選手権（1995）-3位組手